# Svino
Svino este o localitate din comuna Kobarid, Slovenia, cu o populație de 85 de locuitori.